# Turbellaria
Turbellaria é uma das classes de Platyhelminthes. O nome "Turbellaria" refere-se aos "redemoinhos" de partículas microscópicas criadas perto das peles de espécies aquáticas pelo movimento de seus cílios.
Em 2006 foram descritas cerca de 3000 espécies de planárias, grupo incluído em Turbellaria, distribuído primariamente em ambientes marinhos, mas também encontrado em terrestres e de água doce. São em geral animais de pequena dimensão, mas algumas espécies atingem 60 cm de comprimento (Rimacephalus arecepta). A maioria das espécies é predadora e bentônica. Possuem corpo triploblástico, coberto por uma epiderme composta de células ciliadas com função sensorial e de locomoção. Por baixo da epiderme, encontra-se uma lâmina basal (exceto nas ordens Acoela e Nermetodermatida). Sendo a cutícula ausente, a lâmina basal e as fibras intracelulares sustentam a parede corporal. A camada muscular subjacente à epiderme, que se subdivide em músculos circulares e longitudinais, serve apenas para torcer e virar o corpo. As planárias não têm celoma (cavidade abdominal) e os órgãos vitais são muito simples. Seu corpo, assim como todos os vermes platelmintos, é achatado. O sistema digestivo é muito simples e composto apenas pela boca (usada tanto para ingestão quanto para egestão) e intestinos cuja forma varia conforme o tamanho do verme. A digestão é feita inicialmente no exterior das células através de enzimas e posteriormente no interior de células especializadas. O sistema nervoso é difuso, em forma de rede, e centrado num cérebro ganglionar. A planária possui taças pigmentadas chamadas ocelos, podendo ter um, dois ou três pares com função fotorreceptora. A reprodução pode ser feita de forma assexuada, por brotamento ou fissão transversal, ou sexuada, por copulação e fertilização interna. Quase todos os Turbellaria são hermafroditas, com exceção de poucos parasitas especializados.

## Características
- Predominantemente aquáticos, de vida livre ou parasitária;
- Forma ovular ou alongada, achatados;
- Coloração: principalmente em tons de preto, marrom e cinza, com exceção de algumas espécies marinhas que são brilhantes e coloridas;
- Epiderme unilaminar e ciliada, ausência de cutícula;
- Lâmina basal (exceto em Acoela e Nermetodermatida);
- Rabditos: glândula típica da parede corporal dos turbelários, que tem função secretora de muco;
- Adesão: glândulas adesivas, cílios adesivos ou ventosas musculares;
- Órgãos duoglandulares: papilas projetadas do corpo (glândulas servem para adesão, secreção e muco).[3]

### Parede corporal
- Epiderme composta por um epitélio ciliado, com células glandulares e terminações nervosas.
- Abaixo da epiderme tem uma membrana basal espessa, que serve para sustentação.
- Internamente à membrana basal há células musculares, organizadas em camadas, sendo a camada mais externa formada por músculos circulares, seguida por diagonais e internamente por longitudinais, frouxamente organizados.
- Acelomados: Entre a parede corporal e os órgãos há um preenchimento pelo mesênquima (também chamado parênquima). Porém os órgãos não são presos por mesentérios. No mesênquima há uma variedade de células soltas e fixas, fibras musculares e tecido conjuntivo.
- *Rabditos: É uma glândula típica da parede corporal dos turbelários. Glândula em forma de bastão derivadas da ectoderme(assim como outras células glandulares), que tem função secretora de muco, e em alguns casos/espécies podem ser responsáveis pela liberação de substâncias químicas tóxicas de defesa em alguns turbelários. Para que serve esse muco? Locomoção, já que o habito desses animais é bentônico, é necessário deslizar pelo substrato. Também fornece uma proteção contra dessecação e auxilia nas trocas gasosas. As vezes, secreções mucosas ao redor da boca facilita a captura e a ingestão de presas.[4]

### Musculatura e locomoção
- Locomoção por cílios ou por musculatura desenvolvida (rastejamento, nado, peristaltismo, retorcimento, enrolamento, retração, extensão ou saltos);
- Musculatura: fibras musculares externas e diagonais internas;
- Movimentos musculares: retração ou projeção de pseudópodes através do tixotropismo celular.
- E alguns possuem glândulas adesivas

### Sistema Nervoso
- Cérebro circular subepidérmico;
- Cordões nervosos partem do cérebro ganglionar. A existência de comissuras (sistema nervoso segmentado) sugere uma organização de maior controle;
- Presença de ocelos e estatocistos (localizados perto do cérebro);
- Cílios como mecanorreceptores.

### Alimentação e digestão
- Maioria carnívoros ou necrófagos, alguns são herbívoros, outros simbiontes comensais e outros parasitas.
- Sistema digestório incompleto(sem ânus): Boca, faringe, intestino. -> Saco cego. Poucas espécies possuem um ânus, ou vários, porém sem função.
- Os métodos de alimentação dos turbelários de vida livre variam de acordo com o tamanho do animal e do tipo que aquisição do alimento.
- Existem três tipos de faringe: simples, bulbosa e plicada.

### Reprodução
- Sexuada: quase todos hermafroditas simultâneos (exceção de alguns parasitas especializados), se reproduzem por copulação e fertilização interna. Produzem poucos e pequenos ovos, com desenvolvimento lecitrotófico e direto;
- Assexuada: brotamento ou fissão transversal. O plano de fissão se forma atrás da faringe, a parte superior do verme adere ao substrato e a anterior continua a se mover até que haja a separação, então cada metade regenera suas estruturas e forma um verme completo. Pode ser regulada pela duração do dia e pela temperatura.

## Classificação e evolução
Ordens presentes na classe:
- Macrostomida
- Nemertodermata
- Polycladida
- Prolecithophora
- Rhabdocoela
- Seriata

Existem duas hipóteses sobre o surgimento da classe: a de que Turbellaria é grupo irmão de Cnidários (teoria planular), que afirma que ambos surgiram de um ancestral comum – o planuloide. E a segunda hipótese, que diz que os turbelários não são bilatérios primitivos, mas que evoluíram de animais celomados por uma simplificação anatômica.